# Karolewo (Piła)
Pour les articles homonymes, voir Karolewo.
Karolewo (prononciation : [karɔˈlɛvɔ]) est un village polonais de la gmina de Wyrzysk dans le powiat de Piła de la voïvodie de Grande-Pologne dans le centre-ouest de la Pologne.
Il se situe à environ 3 kilomètres au sud-est de Wyrzysk (siège de la gmina), 37 kilomètres à l'est de Piła (siège du powiat), et à 86 kilomètres au nord de Poznań (capitale de la Grande-Pologne).

## Histoire
De 1975 à 1998, le village faisait partie du territoire de la voïvodie de Piła.

Depuis 1999, Karolewo est situé dans la voïvodie de Grande-Pologne.